# Stygobromus iowae
Stygobromus iowae är en kräftdjursart som beskrevs av Leslie Raymond Hubricht 1943. Stygobromus iowae ingår i släktet Stygobromus och familjen Crangonyctidae. Inga underarter finns listade i Catalogue of Life.